# Asamblea de Westminster

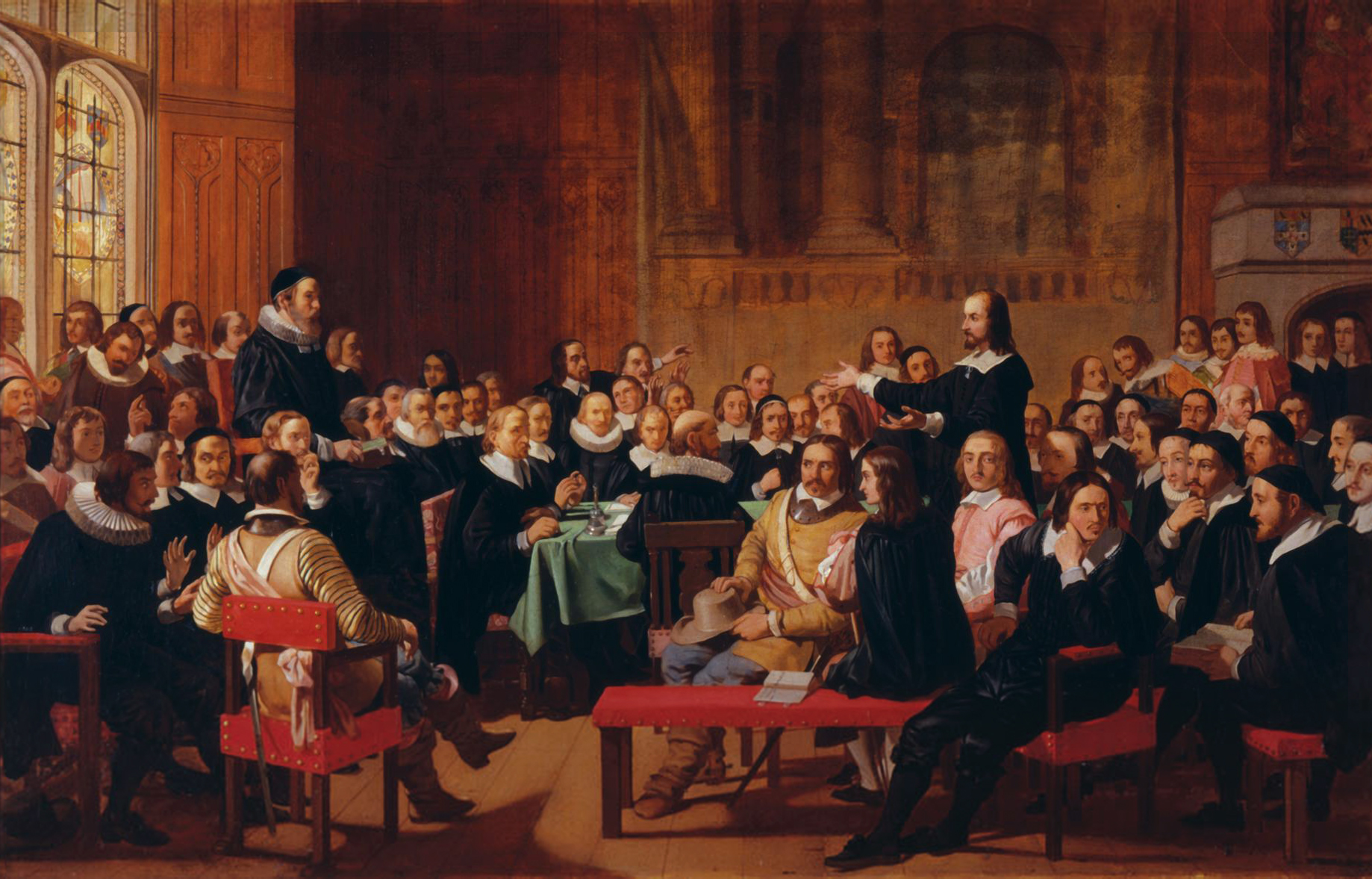
Esta pintura de John Rogers Herbert representa un discurso particularmente controvertido ante la Asamblea de Philip Nye contra el gobierno de las Iglesias prebisterianas.

La Asamblea de Teólogos de Westminster fue un consejo de teólogos y miembros del Parlamento inglés designados entre 1643 y 1653 para reestructurar la Iglesia de Inglaterra. También asistieron varios escoceses, y la Iglesia de Escocia adoptó el trabajo de la Asamblea. Se convocó a 121 ministros a la Asamblea, y luego se agregaron otros diecinueve para reemplazar a los que no asistieron o ya no pudieron asistir. Produjo una nueva forma de gobierno de la iglesia, una confesión de fe o declaración de creencias, dos catecismos o manuales para la instrucción religiosa (más corto y más grande) y un manual litúrgico, el Directorio para el culto público, para las iglesias de Inglaterra y Escocia. La Confesión y los catecismos fueron adoptados como estándares doctrinales en la Iglesia de Escocia y otras iglesias presbiterianas donde siguen siendo normativas. También se adoptaron versiones enmendadas de la Confesión en las iglesias congregacionales y bautistas de Inglaterra y Nueva Inglaterra en los siglos XVII y XVIII. La Confesión se volvió influyente en todo el mundo de habla inglesa, pero especialmente en la teología protestante estadounidense.
La Asamblea fue convocada por el Parlamento Largo antes y durante el comienzo de la primera guerra civil inglesa. El Parlamento Largo fue influenciado por el puritanismo, un movimiento religioso que buscaba reformar aún más la iglesia. Se oponían a las políticas religiosas del rey Carlos I y William Laud , arzobispo de Canterbury. Como parte de una alianza militar con Escocia, el Parlamento acordó que el resultado de la Asamblea acercaría a la Iglesia inglesa a la Iglesia de Escocia. La Iglesia escocesa estaba gobernada por un sistema de asambleas electas de ancianos llamado presbiterianismo., en lugar de gobernar por obispos llamado episcopalianismo, que se usaba en la iglesia inglesa. Los comisionados escoceses asistieron y asesoraron a la Asamblea como parte del acuerdo. Los desacuerdos sobre el gobierno de la iglesia provocaron una división abierta en la Asamblea, a pesar de los intentos de mantener la unidad. El partido de los teólogos que favorecía el presbiterianismo era mayoritario, pero el partido congregacionalista que tenía mayor influencia en el ejército, favorecía la autonomía de las congregaciones individuales en lugar de la sujeción de las congregaciones a las asambleas regionales y nacionales implicadas en el presbiterianismo. El parlamento finalmente adoptó una forma presbiteriana de gobierno, pero carecía del poder para implementarla. Durante la Restauraciónde la monarquía en 1660, todos los documentos de la Asamblea fueron repudiados y el gobierno de la iglesia episcopal fue reinstalado en Inglaterra.
La Asamblea trabajó en la tradición teológica protestante reformada, también conocida como calvinismo. Tomó la Biblia como la palabra autorizada de Dios, en la que debe basarse toda reflexión teológica. Los teólogos estaban comprometidos con la doctrina reformada de la predestinación: que Dios elige a ciertos hombres para que sean salvos y disfruten de la vida eterna en lugar del castigo eterno. Hubo cierto desacuerdo en la Asamblea sobre la doctrina de la redención particular: que Cristo murió solo por los elegidos para la salvación. La Asamblea también se aferró a la teología del pacto reformado, un marco para interpretar la Biblia. La Confesión de la Asamblea es la primera de las confesiones reformadaspara enseñar una doctrina llamada el pacto de obras, que enseña que antes de la caída del hombre , Dios le prometió la vida eterna a Adán con la condición de que obedeciera perfectamente a Dios.

## Antecedentes

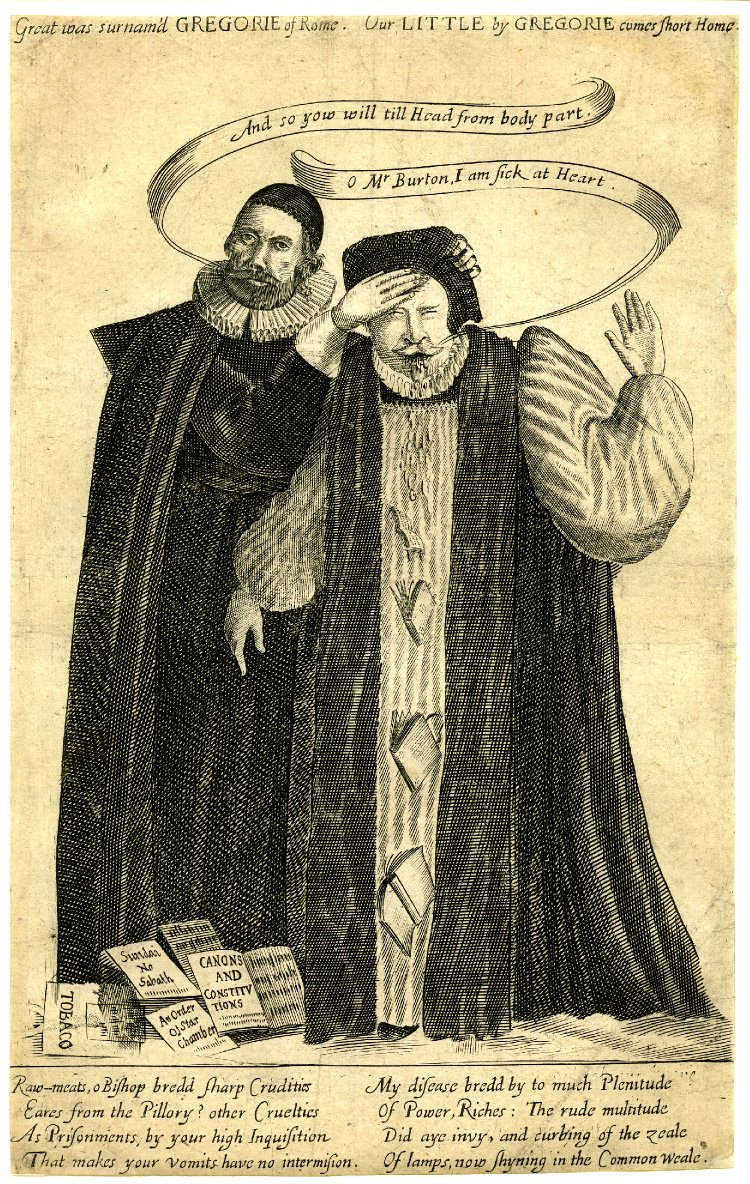
Este grabado satírico de 1645 representa al arzobispo William Laud y al puritano Henry Burton. Las orejas de Burton han sido cortadas como castigo por criticar a Laud. Su diálogo hace referencia a la inminente decapitación de Laud tras su juicio en el Parlamento.

El Parlamento convocó a la Asamblea de Westminster durante una época de creciente hostilidad entre Carlos I, monarca de Inglaterra y Escocia, y los puritanos. Los puritanos podían distinguirse por su insistencia en que las prácticas de adoración fueran apoyadas implícita o explícitamente por la Biblia, mientras que sus oponentes daban mayor autoridad a las costumbres tradicionales.  Creían que la Iglesia de Inglaterra, que se había separado de la Iglesia católica durante la Reforma inglesa, todavía estaba demasiado influenciada por el catolicismo. Trataron de librar a la iglesia y la nación de cualquiera de estas influencias restantes. Esto incluía la política episcopal de la Iglesia o el gobierno de una jerarquía de obispos. puritanos, a diferencia de los separatistas, no abandonaron la iglesia establecida. Bajo Carlos, los oponentes de los puritanos ocuparon altos cargos de autoridad, sobre todo William Laud que fue nombrado arzobispo de Canterbury en 1633, a pesar de que estos "altos eclesiásticos" eran una minoría. Los puritanos se vieron obligados a mantener sus opiniones en privado o enfrentarse a multas y encarcelamiento. Laud promovió a los defensores del arminianismo, una perspectiva teológica opuesta a la reformada.teología de los puritanos, se restablecieron las prácticas de adoración como arrodillarse en la comunión, inclinarse ante el nombre de Cristo y la colocación de mesas de comunión en el extremo este de las iglesias. Para los puritanos, esto parecía ser un paso en la dirección del catolicismo.
También hubo conflictos entre el rey y los escoceses, cuya iglesia estaba gobernada por un sistema conocido como presbiterianismo , que presenta asambleas electas. James el predecesor de Carlos como rey de Escocia dejó en claro que tenía la intención de imponer elementos del gobierno de la iglesia episcopal y el Libro de Oración Común a los escoceses a partir de 1604. Los escoceses consideraron esto una reversión al catolicismo. Charles promovió las imposiciones inglesas sobre la Iglesia de Escocia en 1636 y 1637. Esto llevó a la Primera Guerra de los Obispos entre Charles y los escoceses en 1639. Charles llamó a lo que llegó a conocerse como el Parlamento Cortopara recaudar fondos para la guerra, pero pronto la disolvió cuando comenzó a expresar oposición a sus políticas. Después de la Segunda Guerra de los Obispos con los escoceses en 1640, Charles se vio obligado a convocar a otro parlamento para recaudar fondos adicionales.
Lo que llegó a conocerse como el Parlamento Largo también comenzó a expresar vagas quejas contra Charles, muchas de las cuales eran de naturaleza religiosa. Parlamento tenía puritanos y miembros simpatizantes de los puritanos, que generalmente se oponían al sistema episcopal existente, pero había poco acuerdo sobre qué forma debería tomar la iglesia. Más tarde, en 1640, la petición de Raíz y Rama se presentó a la Cámara de los Comunes , la cámara baja del Parlamento. Fue firmado por unos 15.000 londinenses y pidió la eliminación total del sistema episcopal. Se organizaron comités en la Cámara de los Comunes para promulgar reformas religiosas, lo que llevó al encarcelamiento del arzobispo Laud y sus partidarios en la Torre de Londres como represalia por la represión de los puritanos. La Corte de Alta Comisión y la Cámara de la Estrella, los tribunales que habían infligido castigos severos sobre los disidentes puritanos también fueron abolidos.

## Llamando a la asamblea

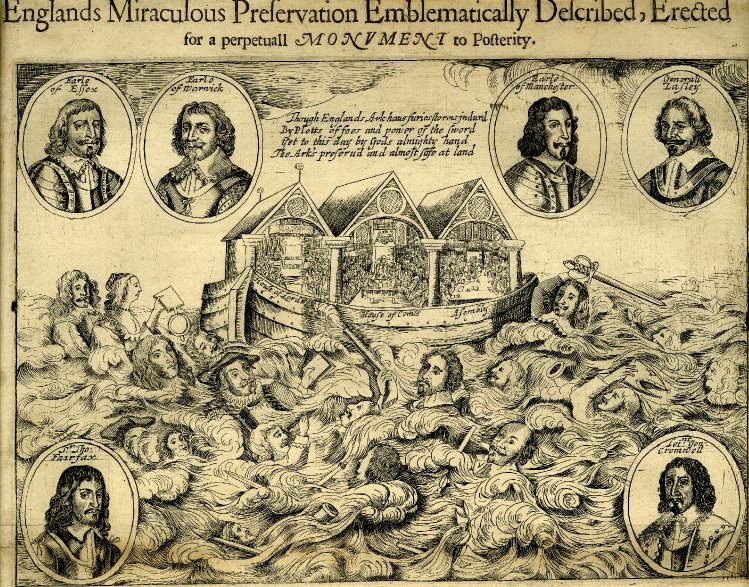
Esta andanada alegórica de 1646 muestra las dos casas del Parlamento y la Asamblea de Westminster en un arca sobre un mar en el que se ahogan los realistas. Un poema que lo acompaña llama a los tres la "Trinidad del Estado".

La idea de una asamblea nacional de teólogos para asesorar al Parlamento sobre nuevas reformas de la iglesia se presentó por primera vez a la Cámara de los Comunes en 1641. Esta propuesta también se incluyó en la Gran protesta, una lista de quejas que el Parlamento presentó a Carlos el 1 de diciembre de año. Carlos respondió el 23 de diciembre que la iglesia no requería reformas. Sin inmutarse, el Parlamento aprobó tres proyectos de ley en 1642 en los que se nombraba una asamblea y se estipulaba que sus miembros serían elegidos por el Parlamento. Carlos, cuyo consentimiento real era necesario para que los proyectos de ley se convirtieran en ley, solo estaba dispuesto a considerar tal asamblea si los miembros eran elegidos por el clero. Esta era la práctica para la selección de miembros de la Convocatoria, la asamblea del clero de la Iglesia de Inglaterra.
Desafiando al rey, entre el 12 de febrero y el 20 de abril de 1642, cada delegación de condado de Inglaterra en los Comunes eligió dos teólogos, además de dos para cada condado de Gales, cuatro para Londres y dos para cada Universidad (Oxford y Cambridge). Las delegaciones del condado a menudo eligen teólogos de su propio condado, pero no siempre. Commons eligió a los miembros de esta manera para asegurarse de que sus distritos electorales locales estuvieran representados en la decisión. La Cámara de los Lores, la cámara alta del Parlamento, añadió otros catorce nombres el 14 de mayo, a lo que los Comunes estuvieron de acuerdo. Mientras tanto, las relaciones continuaron deteriorándose entre el rey y el Parlamento. Charles levantó el estandarte real en Nottingham el 22 de agosto, lo que marcó el comienzo de la primera guerra civil inglesa. El comienzo de la guerra apoyó la causa de la Asamblea en el Parlamento, porque sostenerla convencería a los escoceses de que el Parlamento se tomaba en serio la reforma de la iglesia e induciría a los escoceses a acudir en su ayuda. Por otro lado, la guerra añadió tensión al parlamento ya ocupado.
El Parlamento finalmente aprobó una ordenanza para celebrar la asamblea por su propia cuenta sin el consentimiento de Charles el 12 de junio de 1643.  Nombró hasta 121 ministros  y treinta observadores parlamentarios sin derecho a voto: veinte de los Comunes y diez de la Cámara de los Lores. La Asamblea fue casi en su totalidad en inglés; El parlamento nombró ingleses para los condados de Gales, pero las iglesias extranjeras francesas (iglesias de refugiados protestantes de la Francia católica) enviaron dos ministros en lugar de cualquiera de las Islas del Canal. Muchos de los teólogos eran eruditos reconocidos internacionalmente de la Biblia, idiomas antiguos, patrística y teología escolástica. Muchos también fueron predicadores famosos. La mayoría de estos teólogos habían conservado sus puestos en la Iglesia durante el mandato de William Laud. Algunos habían sido expulsados de sus iglesias o citados por tribunales eclesiásticos por sus opiniones. Algunos habían huido al continente y uno a las colonias americanas. No obstante, todos se consideraban miembros de la Iglesia de Inglaterra y habían recibido la ordenación episcopal. La mayoría eran conformistas, lo que significa que acordaron seguir la Ley de Uniformidad de 1558 y el Libro de Oración Común. 
La Asamblea estaba estrictamente bajo el control del Parlamento y debía debatir únicamente los temas dirigidos por el Parlamento. A los miembros de la asamblea no se les permitió manifestar sus desacuerdos con las opiniones de la mayoría ni compartir ninguna información sobre los procedimientos, excepto por escrito al Parlamento. Parlamento eligió a William Twisse, un teólogo respetado internacionalmente, para ser el prolocutor o presidente de la Asamblea. Debido a la mala salud de Twisse, Cornelius Burges, a quien el Parlamento nombró como uno de los varios asesores, se desempeñó como prolocutor pro tempore durante la mayor parte de la Asamblea. Veintidós miembros designados de la Asamblea fallecieron antes de 1649, y ellos, junto con los que no asistieron por otras razones, fueron reemplazados por otros diecinueve miembros. También se agregaron tres escribas sin derecho a voto en 1643. 

## Revisión de los treinta y nueve artículos

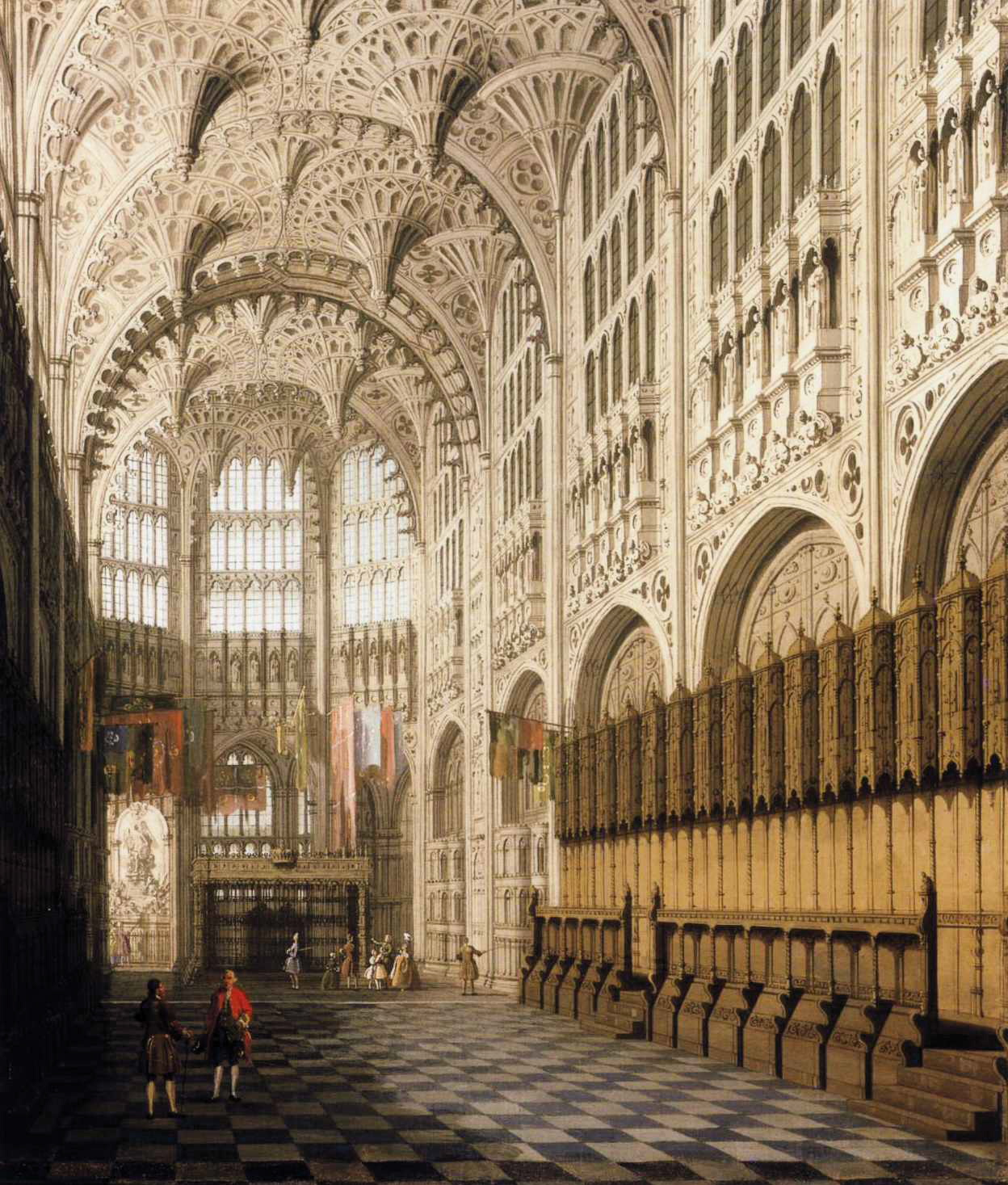
Capilla de Enrique VII, primer lugar de encuentro de la Asamblea, en un cuadro de Canaletto

La primera reunión de la Asamblea comenzó con un sermón de William Twisse en la nave de la Abadía de Westminster el 1 de julio de 1643. La nave estaba tan llena que la Cámara de los Comunes tuvo que enviar miembros por delante para asegurar asientos. Tras el sermón, los teólogos procesados a la VII Capilla Henry, lo que sería su lugar de reunión hasta el 2 de octubre, cuando se trasladaron a la más caliente y más privado Cámara de Jerusalén. Después de su reunión inicial, suspendieron la sesión durante aproximadamente una semana, ya que el Parlamento aún no había dado instrucciones específicas. 

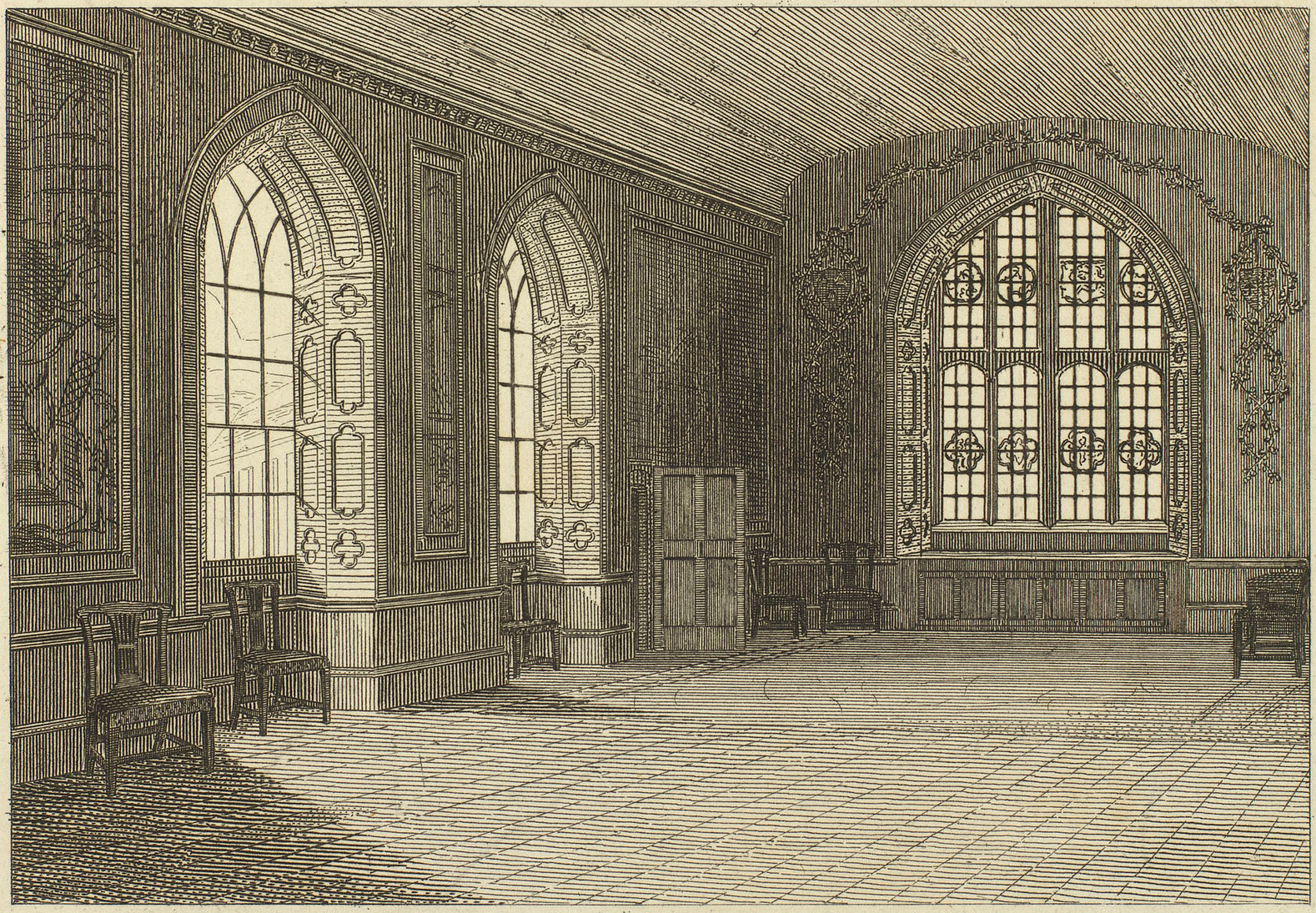
La Asamblea se trasladó a la Cámara de Jerusalén en octubre de 1643.

El 6 de julio, recibieron un conjunto de reglas del Parlamento y se les ordenó examinar los primeros diez de los Treinta y Nueve Artículos, el estándar doctrinal actual de la Iglesia de Inglaterra, y "liberar y reivindicar la Doctrina de ellos de todas las Aspersiones de falsas interpretaciones". Después de un día de ayuno, la Asamblea se comprometió, según las instrucciones del Parlamento, a "no mantener nada en materia de doctrina, sino lo que yo piense, en mi conciencia, que es verdad". Los teólogos se organizaron en tres comités permanentes, aunque cada comité estaba abierto a cualquier miembro de la Asamblea. A los comités se les asignarían temas y prepararían propuestas para el debate en la Asamblea en pleno después de cada mañana de las reuniones del comité. Además, se designaron más de 200 comités ad hoc para tareas como el examen de candidatos a predicadores, becarios universitarios y presuntos herejes. 
La Asamblea resolvió, después de algún debate, que todas las doctrinas de los Treinta y Nueve artículos necesitarían ser probadas a partir de la Biblia.  miembros de la Asamblea eran propensos a los discursos largos y progresaban lentamente, lo que frustraba al liderazgo. El octavo de los Treinta y Nueve Artículos recomendaba el Credo de los Apóstoles, el Credo de Nicea y el Credo de Atanasio , considerados declaraciones básicas de la ortodoxia., para ser recibido y creído. La Asamblea no pudo resolver los conflictos entre aquellos que no estarían sujetos a credos y aquellos que deseaban conservar el lenguaje existente de que los credos fueran "recibidos y creídos cabalmente". Los "exceptters", que tomaron la posición anterior, argumentaron que los artículos solo requieren que se crea en la "materia" de los credos. El 25 de agosto se pospuso el artículo hasta que se pudiera tratar el resto de los artículos. Este temprano desacuerdo sobre cuestiones fundamentales reveló profundas divisiones entre las diferentes facciones de la asamblea.

## Debate sobre el gobierno de la iglesia
Desde el comienzo de la Primera Guerra Civil, el Parlamento Largo reconoció que necesitarían la ayuda de los escoceses. A cambio de una alianza militar, el Parlamento escocés requirió que los ingleses firmaran la Solemn League and Covenant en 1643, que estipulaba que los ingleses llevarían a su iglesia a una mayor conformidad con la Iglesia de Escocia. El Parlamento escocés envió a comisionados a Londres para representar los intereses de Escocia ante el Parlamento inglés. Once de ellos, cuatro teólogos y siete miembros del Parlamento, también fueron invitados a la Asamblea. Los comisionados tuvieron la oportunidad de convertirse en miembros con derecho a voto de la Asamblea, pero la rechazaron, prefiriendo mantener su independencia como comisionados de su propia nación e iglesia. Samuel Rutherford, George Gillespie y Alexander Henderson fueron los comisionados más abiertos.

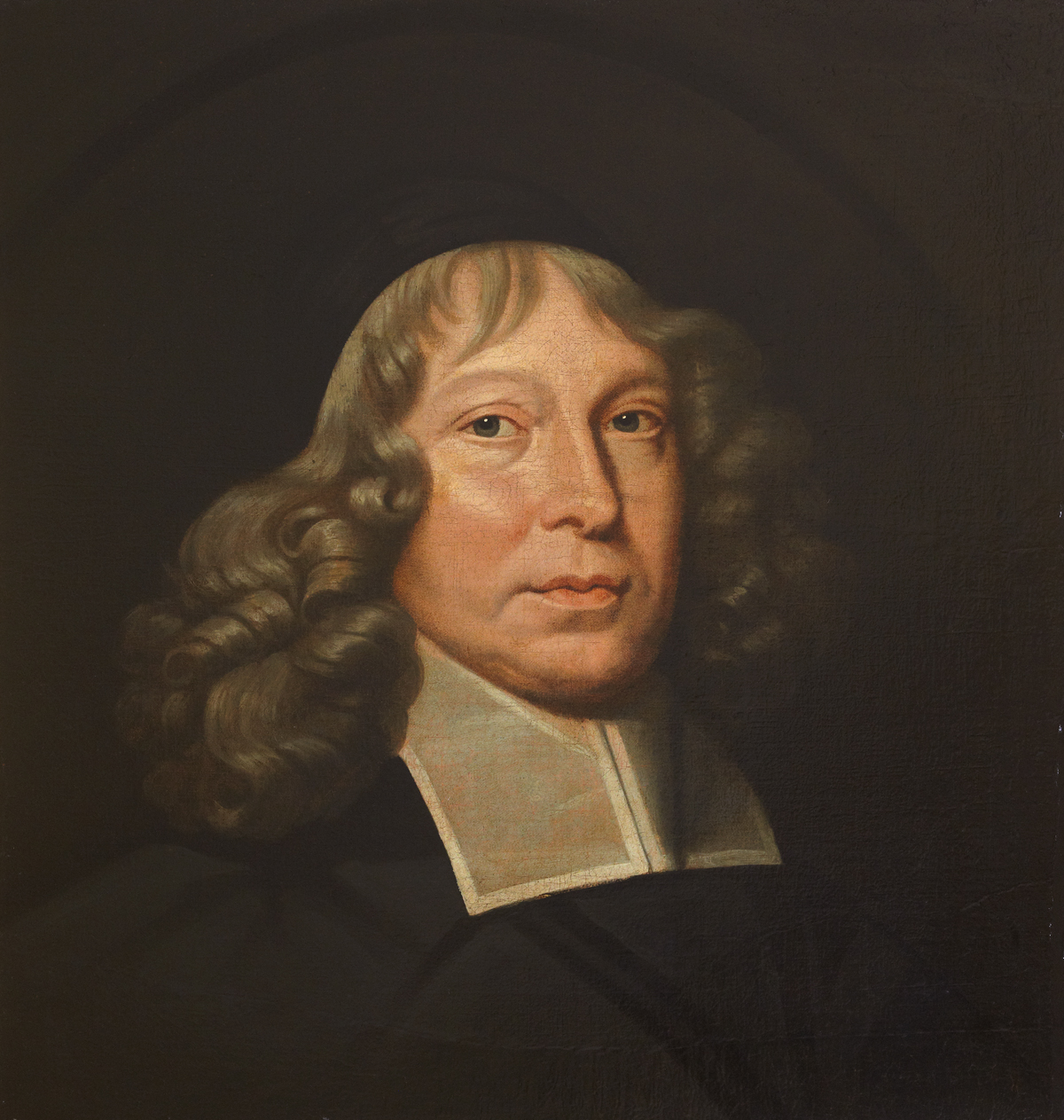
Samuel Rutherford fue uno de los comisionados escoceses más destacados.

El 12 de octubre de 1643, el Parlamento ordenó a la Asamblea que dejara de trabajar en los Treinta y Nueve Artículos y comenzara a enmarcar una forma común de gobierno eclesiástico para las dos naciones. La Asamblea dedicaría una cuarta parte de sus sesiones completas al tema del gobierno de la iglesia. La mayoría de los miembros de la Asamblea apoyaron la política presbiteriana o el gobierno de la iglesia por asambleas electas de representantes laicos y clérigos, aunque muchos no estaban comprometidos dogmáticamente con ella. Varios miembros de este grupo, unos veinte y entre ellos William Twisse, favorecieron un episcopado "primitivo", que incluiría elementos de presbiterianismo y un papel reducido para los obispos. 
También hubo varios congregacionalistas que favorecieron la autonomía de las iglesias locales individuales. Sus teólogos más influyentes fueron Thomas Goodwin, Philip Nye, Sidrach Simpson, Jeremiah Burroughs y William Bridge. A menudo se les llamaba los "hermanos disidentes" en la Asamblea. A veces se les ha etiquetado como "independientes", pero rechazaron este término. Los miembros de la Asamblea en su mayor parte reservaron la etiqueta "Independiente" para los separatistas que abandonaron la iglesia establecida. Los teólogos congregacionalistas no pueden equipararse con separatistas y brownistas., ya que habían aceptado la ordenación episcopal y permanecieron en la Iglesia de Inglaterra. Su influencia fue asistida por el éxito de Oliver Cromwell y su New Model Army en la guerra civil en curso. Cromwell y muchos otros en el ejército apoyaron el congregacionalismo. 
Un tercer grupo de teólogos eran conocidos como erastianos, un término para aquellos que creían que el estado debería tener un poder significativo sobre la iglesia. Toda la Asamblea era erastiana en el sentido de que el cuerpo había sido convocado por el Parlamento y estaba completamente bajo control estatal. Aquellos etiquetados como "erastianos" en la Asamblea creían que la autoridad civil, más que los oficiales de la iglesia, debería tener el poder de la disciplina de la iglesia. Esto incluía el poder de negar la comunión a los pecadores no arrepentidos. No vieron ninguna forma particular de gobierno de la iglesia como un mandato divino, y debido a esto, los hermanos disidentes se aliaron con ellos cuando quedó claro que un establecimiento presbiteriano sería mucho menos tolerante con el congregacionalismo que el Parlamento. Solo había dos teólogos en la Asamblea que sostenían el punto de vista erastiano, John Lightfoot y Thomas Coleman , pero la presencia de miembros del Parlamento, especialmente John Selden, así como el hecho de la supervisión parlamentaria de la Asamblea, dieron a los puntos de vista erastianos una influencia desproporcionada. 
Varios episcopales, partidarios del sistema existente de obispos, también fueron incluidos en la ordenanza de convocatoria, pero el Parlamento puede haberlos nominado para dar mayor legitimidad a la Asamblea y no haber esperado que asistieran  porque Carlos no había aprobado la Asamblea. Sólo participó uno, Daniel Featley y él sólo hasta su arresto por traición en octubre de 1643. 
El debate sobre los funcionarios de la iglesia comenzó el 19 de octubre. La Asamblea comenzó con el tema de la ordenación, ya que muchos de los teólogos estaban preocupados por el surgimiento de varios movimientos sectarios y la falta de cualquier mecanismo para la ordenación de ministros de la iglesia establecida. Si bien algunos miembros no parecían pensar que la ordenación fuera necesaria para los predicadores (aunque no deberían administrar los sacramentos sin ella), la mayoría de los teólogos pensaba que cualquier predicación regular sin ordenación era inaceptable y deseaba erigir un presbiterio provisional para los propósitos de la ordenación. Con un debate en esta etapa inicial sobre la naturaleza de la iglesia visible, oos congregacionalistas consideraban que una iglesia era una sola congregación local, mientras que la mayoría consideraba que la iglesia nacional era una unidad y estaban alarmados ante la perspectiva de una iglesia inglesa desintegrada. A pesar de estos debates, hasta finales de 1643 existía la esperanza de que se pudiera enmarcar un gobierno eclesiástico común que fuera satisfactorio para todas las partes involucradas.

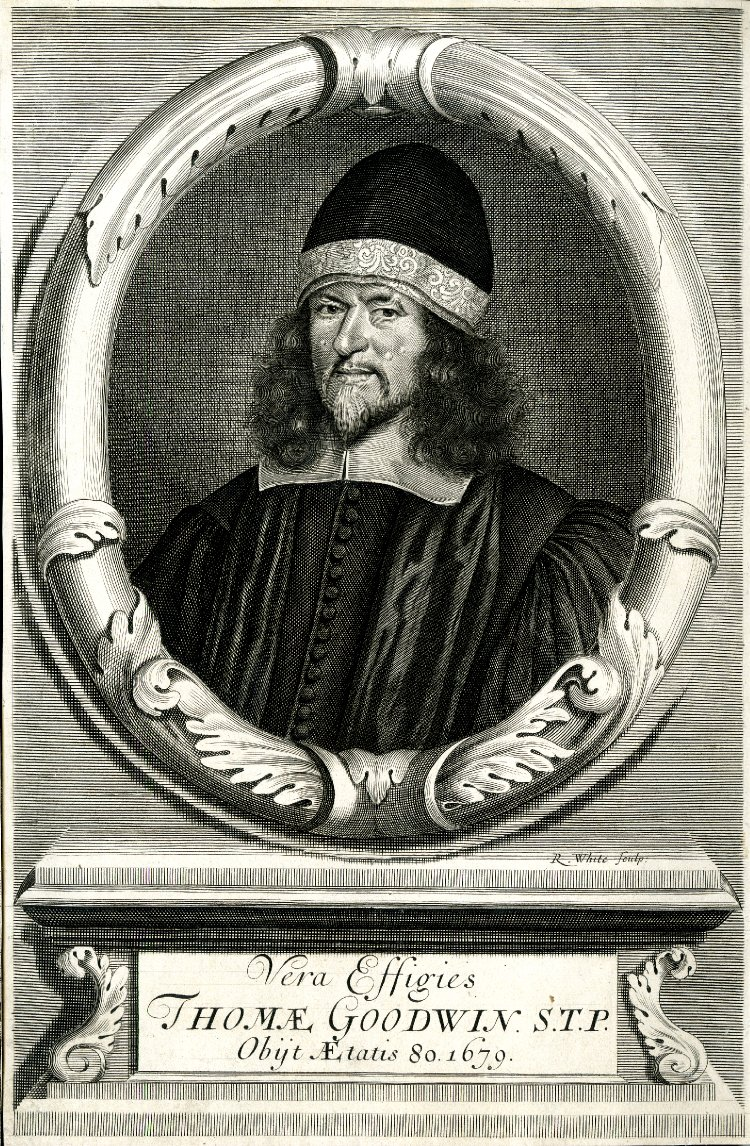
Thomas Goodwin fue uno de los hermanos disidentes.

El 3 o 4 de enero de 1644, los cinco principales hermanos disidentes señalaron una ruptura con el resto de la Asamblea cuando publicaron An Apologeticall Narration, un folleto polémico  apelaba al Parlamento. Argumentó que el sistema congregacional era más susceptible al control estatal de los asuntos religiosos que el de los presbiterianos porque no deseaban que la iglesia retuviera ningún poder real excepto retirar el compañerismo de las congregaciones aberrantes. Para el 17 de enero, la mayoría de la Asamblea se había convencido de que el mejor camino a seguir era un sistema presbiteriano similar al de los escoceses, pero a los hermanos disidentes se les permitió continuar exponiendo su caso con la esperanza de que en algún momento pudieran ser reconciliado. Se esperaba que al evitar afirmar que el presbiterianismo fue establecido por derecho divino, los congregacionalistas podrían ser acomodados. 
A pesar de estos esfuerzos, el 21 de febrero quedó claro cuán fundamentalmente se oponían los grupos. Philip Nye, uno de los hermanos disidentes, afirmó en un discurso que un presbiterio establecido sobre las congregaciones locales se volvería tan poderoso como el estado y sería peligroso para la comunidad, provocando una vigorosa oposición de los presbiterianos. Al día siguiente, la Asamblea finalmente comenzó a establecer una receta para el gobierno presbiteriano debido a una fuerte creencia en la unidad de la iglesia, la Asamblea continuó tratando de encontrar formas de reconciliar a los hermanos disidentes con la mayoría a lo largo de 1644, incluido el establecimiento de un comité especial para ese propósito en marzo. Sin embargo, el 15 de noviembre, los hermanos disidentes presentaron sus motivos de desacuerdo con el resto de la Asamblea al Parlamento, y el 11 de diciembre la mayoría presentó un borrador de una forma de gobierno presbiteriano.

## Conflictos con el Parlamento
Las relaciones entre la Asamblea y el Parlamento ya se estaban deteriorando en 1644, cuando el Parlamento ignoró la solicitud de la Asamblea de que se prohibiera la comunión a individuos "extremadamente ignorantes y notoriamente profanos". Si bien los miembros del Parlamento acordaron que el sacramento debería mantenerse puro, muchos de ellos no estaban de acuerdo con la mayoría presbiteriana en la Asamblea sobre quién tenía el poder final de excomunión, adoptando la opinión de Erast de que era el estado. Además, en 1646, el Nuevo Ejército Modelo de Oliver Cromwell había ganado la guerra en nombre del Parlamento. Cromwell, junto con la mayoría del ejército, estaba firmemente a favor de la tolerancia religiosa.para todo tipo de cristianos, incluso si la iglesia nacional fuera presbiteriana. Su ascenso al poder como resultado de sus victorias militares hizo que la idea de un asentamiento estrictamente presbiteriano sin libertad de culto para otros fuera muy poco probable.  Parlamento al menos quería saber qué pecados en particular eran lo suficientemente graves como para provocar la excomunión por parte de la Iglesia; la Asamblea se mostró reticente a proporcionar tal información, ya que la mayoría consideraba que el poder de la iglesia en esta área era absoluto.
En mayo de 1645, el Parlamento aprobó una ordenanza que permitía a los excomulgantes apelar las sentencias de la iglesia ante el Parlamento. Otra ordenanza del 20 de octubre contenía una lista de pecados a los que la iglesia estaría limitada en su poder de excomulgar.  Para consternación de la mayoría de los teólogos, en marzo de 1646 se propuso una ordenanza aún más erastiana. La Asamblea publicó una protesta, provocando que los Comunes la acusaran de violación del privilegio y presentaran nueve preguntas a los teólogos sobre el asunto. Los votos debían incluirse con las respuestas, un intento de obligar a los teólogos asociados con la petición de protesta a que se revelaran. 
Las Nueve Consultas como llegaron a llamarse, se centraron en el derecho divino ( jure divino ) del gobierno de la iglesia. Si bien los teólogos presbiterianos eran capaces de defender su visión del gobierno de la iglesia según lo establecido por el derecho divino en la Biblia, no estaban dispuestos a responder las preguntas porque al hacerlo expondría aún más la desunión de la Asamblea y debilitaría su caso en el Parlamento. En julio de 1647, el New Model Army invadió Londres y los miembros conservadores del Parlamento fueron expulsados. El Parlamento aprobó una ordenanza que establece la tolerancia religiosa y garantiza que la visión de la Asamblea de una iglesia presbiteriana nacional obligatoria nunca se materialice. En Londres, donde el apoyo al presbiterianismo fue mayor, los presbiterios se establecieron en solo sesenta y cuatro de las 108 parroquias de la ciudad, y las clases presbiterianas regionales solo se formaron en catorce de los cuarenta condados de Inglaterra. Una asamblea general nacional planificada nunca se reunió. Sin embargo, muchos presbiterianos establecieron presbiterios voluntarios en lo que era una situación de iglesia libre de facto hasta la Restauración en 1660, cuando se restableció un sistema episcopal obligatorio. 
La nueva forma de gobierno fue mucho más aceptable para la Asamblea General de la Iglesia de Escocia. Lo aprobaron el 10 de febrero de 1645, dependiendo de algunas particularidades del gobierno presbiteriano que se esperaba que se resolvieran en un próximo Directorio para el Gobierno de la Iglesia. Al mismo tiempo, anunciaron su deseo de unir formalmente a las dos iglesias. Tras el ascenso de Cromwell y el compromiso secreto de algunos escoceses con Charles, esta esperanza se abandonó y los documentos nunca se adoptaron formalmente. La Asamblea General dejó de funcionar bajo Cromwell y los reyes que le sucedieron desde 1649 hasta 1690.

## Confesión, catecismos y eldirectorio para el culto público

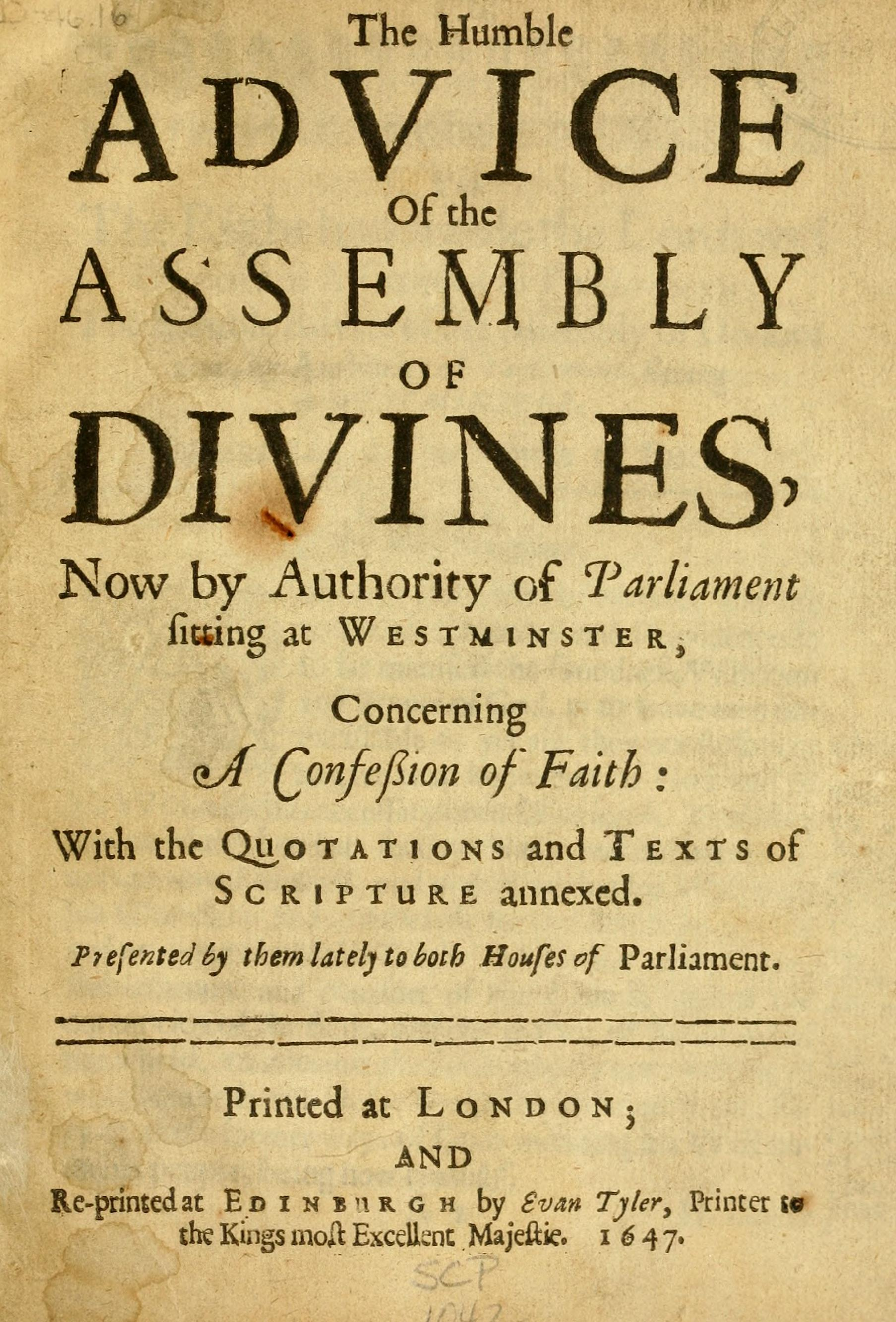
Portada de la primera edición publicada de la Confesión de Fe de Westminster, impresa después de que la Asamblea General de la Iglesia de Escocia la aprobara en 1647

Durante y después de los debates sobre el gobierno de la iglesia, la Asamblea enmarcó otros documentos que no causaron fisuras abiertas. El Directorio para el Culto Público, que reemplazaría al Libro de Oración Común, fue escrito rápidamente en 1644 y aprobado por el Parlamento el 3 de enero de 1645. El Directorio, aceptado también por los escoceses, tomó un curso intermedio entre los presbiterianos y congregacionalistas. Los presbiterianos en su mayor parte prefirieron una liturgia fija, mientras que los congregacionalistas favorecieron la oración extemporánea. El Directorio consistió en un pedido de servicios con ejemplos de oraciones. La Asamblea también recomendósalterio, traducido por Francis Rous para su uso en el culto. 
Una Confesión de Fe para reemplazar los Treinta y Nueve Artículos se inició en agosto de 1646. Si bien hay pocos registros de las acciones de la Asamblea durante la redacción de la Confesión, está claro que hubo debates importantes en la Asamblea sobre casi todas las doctrinas encontrado en él. La Confesión se imprimió y se envió al Parlamento en diciembre. La Cámara de los Comunes solicitó que se agreguen citas de las Escrituras a la Confesión, que se proporcionaron en abril de 1648. El 20 de junio de 1648, el Parlamento aprobó la Confesión con revisiones a los capítulos sobre censuras, sínodos y concilios de la iglesia y matrimonio. La Asamblea General de la Iglesia de Escocia ya había adoptado la Confesión sin revisión en 1647. La restauración de Carlos II en 1660 convirtió efectivamente esta legislación en una nulidad.
La Asamblea ya había realizado un trabajo significativo en un catecismo entre diciembre de 1643 y enero de 1647 contenía cincuenta y cinco preguntas, antes de decidir crear dos catecismos en lugar de uno. El Catecismo Mayor tenía la intención de ayudar a los ministros a enseñar la fe reformada a sus congregaciones. El Catecismo Breve se basó en el Catecismo Mayor, pero se diseñó para enseñar la fe a los niños. El parlamento también exigió pruebas de las escrituras para los catecismos. La Asamblea General de Escocia aprobó ambos catecismos en 1648. 
La Asamblea entendió que su mandato en virtud de la Liga y el Pacto Solemne se había cumplido el 14 de abril de 1648 cuando entregó las citas de las Escrituras al Parlamento, y los comisionados escoceses ya se habían ido a fines de 1647. La Asamblea continuó reuniéndose principalmente con el propósito de examinar a los ministros para la ordenación. La mayoría de los teólogos estaban descontentos con la Commonwealth republicana que surgió después de la Purga del Parlamento Largo del Coronel Pride en 1648. Como resultado, la mayoría dejó de asistir en lugar de aceptar el juramento de Compromiso con la Commonwealth que se impuso en 1649. Los periódicos continuaron informando sobre las reuniones de la Asamblea hasta marzo de 1653. La Asamblea debe haber dejado de reunirse en algún momento entre entonces y la disolución de Cromwell del Parlamento Rump el 20 de abril de 1653. 

## Teología
La Asamblea fue un producto de la tradición reformada británica, tomando como fuente principal los Treinta y Nueve Artículos, así como la teología de James Ussher y sus Artículos irlandeses de 1615. Los teólogos también se consideraban a sí mismos dentro del ámbito europeo más amplio. Tradición reformada. Mantuvieron correspondencia frecuente con teólogos reformados continentales y buscaron su aprobación. Basándose en la tradición teológica británica anterior a la Reforma, que enfatizaba el conocimiento bíblico y estaba influenciada por la tradición teológica agustiniana ejemplificada por Anselmo, Thomas Bradwardine y John Wycliffe. Los debates grabados de la Asamblea están llenos de citas de padres de la iglesia y teólogos escolásticos medievales. 

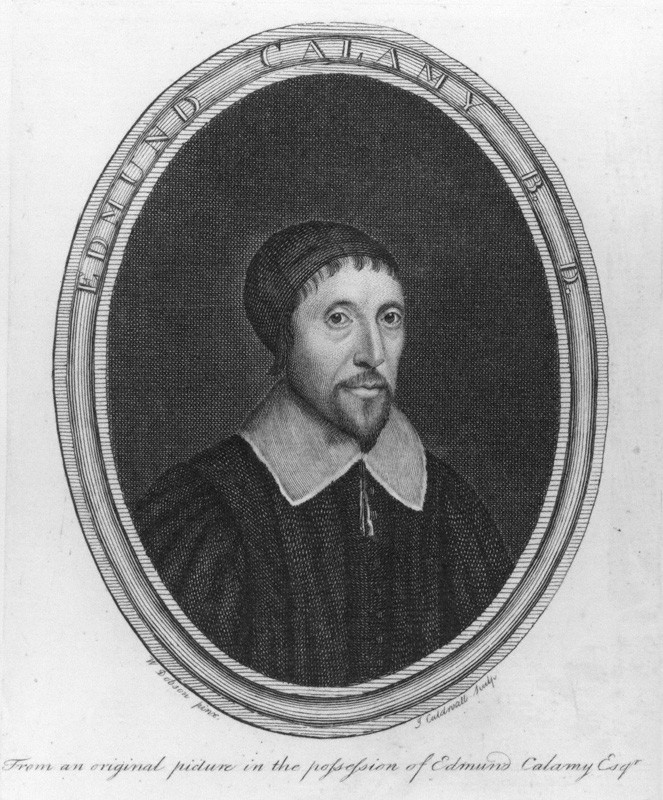
Edmund Calamy abogó por un hipotético universalismo en la Asamblea.

La Confesión comienza con la doctrina de la revelación, o cómo la gente puede conocer a Dios. Los teólogos creían que el conocimiento de Dios estaba disponible para las personas a través de la naturaleza y la Biblia, pero también creían que la Biblia, o las Escrituras, es la única forma en que las personas logran el conocimiento salvador de Dios. La doctrina de las Escrituras también fue un área de debate particularmente importante en ese momento. Los eruditos habían comenzado a argumentar que los puntos vocales hebreos, marcas agregadas al texto para ayudar en la pronunciación, del Antiguo Testamento, probablemente no formaban parte del original. Esto provocó un debate significativo entre polemistas reformados y católicos. Los católicos argumentaron que tal descubrimiento demostraba la necesidad de un magisterio autorizado para interpretar la Biblia en oposición a la doctrina protestante de la perspicacia, que las enseñanzas esenciales de la Biblia podían ser interpretadas por cualquiera. Los escritores ingleses reformados, en particular, se comprometieron a defender la doctrina reformada. Los teólogos tenían una fuerte visión de la inspiración de la Biblia y creían que Dios se revelaba a sí mismo en las proposiciones que se encuentran en las Escrituras. Si bien la cuestión de la infalibilidad bíblica, la creencia de que no hay errores en la Biblia, no surgió hasta el siglo XVIII, los teólogos claramente no creían que la Biblia contenía errores. Muchos de los teólogos tenían una visión más bien mecánica de la inspiración bíblica, creyendo que no solo las palabras e ideas, sino también las letras y los puntos vocales del texto hebreo fueron inspirados por Dios. Por otro lado, reconocieron que el texto fue escrito por humanos en sus propios estilos. No hicieron ninguna distinción entre asuntos esenciales e incidentales con respecto a la inspiración bíblica. 
Los puritanos creían que Dios es soberano sobre toda la historia y la naturaleza y que ninguno de los llamados decretos suyos sería frustrado. Hubo un debate significativo en la Asamblea sobre la relación del decreto de predestinación de Dios con la redención comprada por la muerte de Cristo.  Muchos de los reformados durante este período enseñaron que Cristo murió con el único propósito de salvar a aquellos que fueron eternamente elegidos para ser salvos, una doctrina llamada redención particular.  Una minoría vocal de los teólogos de la Asamblea defendió una posición conocida como universalismo hipotético. Edmund Calamysostuvo tal punto de vista, y argumentó que la muerte de Cristo, además de salvar a los que habían sido elegidos, ofrecía salvación a todas las personas con la condición de que creyeran. La Confesión de la Asamblea no enseñó tal punto de vista, y su lenguaje es mucho más susceptible a una interpretación de redención particular, pero hay un acuerdo general entre los estudiosos de que el lenguaje de la Confesión permite una interpretación universalista hipotética. 
La teología del pacto es un marco interpretativo utilizado por los teólogos reformados que se desarrolló significativamente durante el siglo XVII. Bajo este esquema, según lo articulado por la Asamblea, los tratos de Dios con los hombres se describen en términos de dos pactos: el pacto de obras y el pacto de gracia. La Confesión de Westminster fue el primer símbolo reformado importante en mencionar explícitamente el pacto de obras (a veces llamado el pacto de vida), en el que Dios le ofreció a Adán la vida eterna con la condición de perfecta obediencia. En la caída del hombre, Adán rompió el pacto de obras al comer del árbol del conocimiento del bien y del mal. Para remediar esto, Dios ofreció la salvación sin la iniciativa humana en lo que se llamó el pacto de gracia. Este pacto permitió al hombre disfrutar de la vida eterna a pesar de su incapacidad para obedecer la ley de Dios a la perfección. La idea del pacto de gracia era una característica mucho más común de la teología reformada ortodoxa. Los teólogos de Westminster oponen estos dos pactos entre sí como las dos formas principales en las que Dios trata a las personas. 
Los teólogos asociaron a William Laud y sus seguidores con el catolicismo, al que se oponían aún más fuertemente. Antes de la guerra civil, los teólogos veían a estos dos grupos como la mayor amenaza para la iglesia. Con el surgimiento de movimientos sectarios radicales durante la guerra, los teólogos se preocuparon mucho más por estos grupos que por las polémicas contra el catolicismo.  Los teólogos estaban particularmente preocupados por aquellos a los que etiquetaban como antinomianos. Este era un término vago para aquellos que veían que la ley moral ya no era relevante para los cristianos. Los teólogos vieron a estos grupos como una amenaza más inmediata que el catolicismo. 

## Legado
El trabajo de la Asamblea de Westminster fue repudiado por la Iglesia de Inglaterra durante la Restauración en 1660. El Acta de Uniformidad de 1662, una ley que requiere una adherencia aún mayor al Libro de Oración Común y apoyo al episcopalismo de lo que se había requerido anteriormente, obligó a los ministros puritanos a dejar la Iglesia. Aunque algunos presbiterianos continuaron deseando ser readmitidos en la iglesia establecida, restricciones al culto para los inconformistas llevaron a los presbiterianos a dejar de lado las diferencias con los congregacionalistas y adoptar órdenes de la iglesia congregacional. 
La Guerra Civil trajo consigo el fin del consenso entre los protestantes ingleses de que debería haber una sola iglesia impuesta por el estado, aunque todavía no existía una completa libertad de religión. Los ideales de los hermanos disidentes de la Asamblea fueron significativos en el surgimiento del denominacionalismo, la doctrina de que la iglesia se encuentra en varias instituciones en lugar de una sola en un lugar determinado. Aunque los protestantes ya reconocían comúnmente la validez de las iglesias en diferentes territorios, el resultado de los debates de la Asamblea marca la aceptación más amplia de la idea de que varias iglesias verdaderas pueden encontrarse en el mismo territorio.

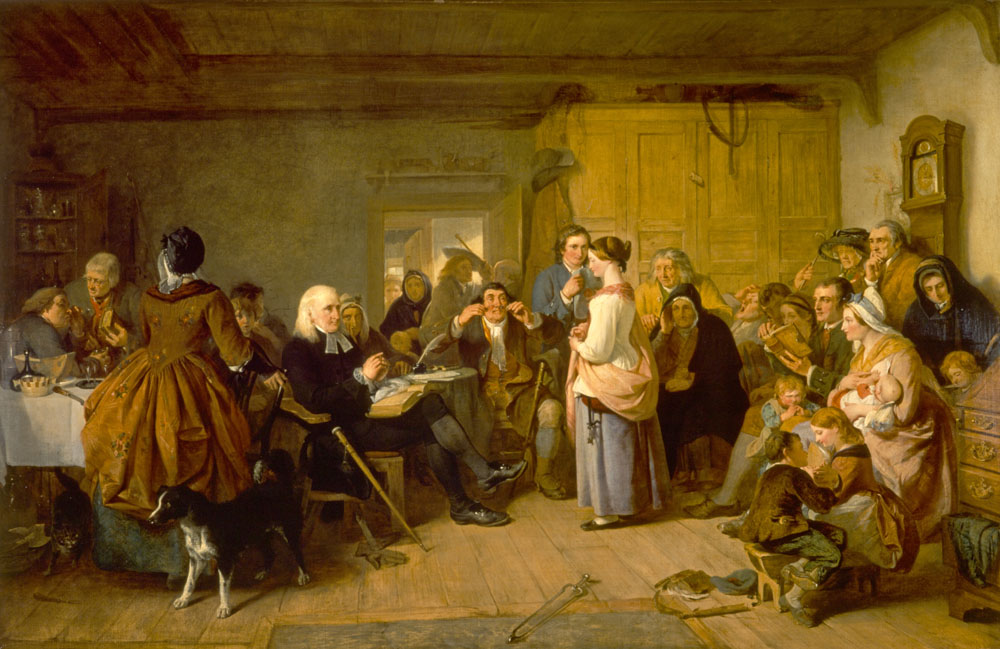
Esta pintura de John Phillip, titulada Catequesis presbiteriana, muestra a un ministro examinando a una joven en su conocimiento del catecismo. El Catecismo Menor de Westminster es un catecismo común para los presbiterianos.

La Confesión producida por la Asamblea fue adoptada con enmiendas por los Congregacionalistas en Inglaterra en la forma de la Declaración de Saboya de 1658, así como por los Bautistas Particulares en la forma de la Confesión Bautista de 1689. Cuando la Asamblea General de la Iglesia de Escocia se restableció en 1690 después de la Revolución Gloriosa, ratificó la Confesión de Westminster, pero no ningún otro documento producido en Westminster. La Confesión sigue siendo, según los Artículos Declaratorios de 1929, el " estándar subordinado principal" de la Iglesia de Escocia, subordinado a la Biblia. La memorización del Catecismo Breve se ha convertido en un requisito para los niños en muchas iglesias presbiterianas. 
Las migraciones y los esfuerzos misioneros de cada uno de estos grupos conducen a la importancia generalizada de la Asamblea de Westminster en todo el mundo de habla inglesa. La Confesión de la Asamblea fue particularmente influyente en la teología protestante estadounidense. Se incluyó con cambios congregacionalistas como parte de la Plataforma de Cambridge de 1648, una declaración producida por los ministros de Massachusetts colonial y la región circundante y nuevamente en Connecticut colonial como parte de la Plataforma Saybrook de 1708. La Confesión fue modificada para los bautistas estadounidenses en la Confesión de Filadelfia de 1707. La Ley de adopción de 1729 requeridos presbiterianos estadounidenses estar de acuerdo con la teología de la Confesión de la Asamblea, y la confesión sigue siendo una parte de la Iglesia Presbiteriana (EE. UU.) 's Libro de Confesiones. La Confesión ha sido llamada "con mucho el símbolo doctrinal más influyente en la historia protestante estadounidense" por el historiador de la religión Sydney E. Ahlstrom .

## Lectura adicional
- Baillie, Robert (1841) [1642-1646]. Laing, David (ed.). Las cartas y los diarios de Robert Baillie. 2. Edimburgo: Alex Lawrie & Co.
- (1841) [1647-1662]. Laing, David (ed.). Las cartas y los diarios de Robert Baillie . 3 . Edimburgo: Alex Lawrie & Co.
- Gamble, Whitney Greer (25 de noviembre de 2014). "Si Cristo cumplió la ley, no estamos obligados": The Westminster Assembly Against English Antinomian Soteriology, 1643-1647 (tesis doctoral). Universidad de Edimburgo. hdl : 1842/10585 .
- Gatiss, Lee (agosto de 2010). "Sombras de opinión dentro de un calvinismo genérico": el debate de redención particular en la Asamblea de Westminster" (PDF). Revisión teológica reformada. 69 (2): 101-119. Consultado el 14 de octubre de 2013.
- Hetherington, William Maxwell (20 de julio de 2010) [1853]. Historia de la Asamblea de Teólogos de Westminster. Centro de Teología Reformada y Apologética.
- Jones, Mark (2011). "Recepción de John Calvin en la Asamblea de Westminster". Historia de la Iglesia y Cultura Religiosa . 91 (1–2): 215–227. doi : 10.1163 / 187124111X557872 .
- Letham, Robert (2015). "La Asamblea de Westminster y la Comunión de los Santos". En Balserak, Jon; Snoddy, Richard (eds.). Aprendiendo del pasado: ensayos sobre recepción, catolicidad y diálogo en honor a Anthony NS Lane . Bloomsbury. ISBN 978-0-567-66090-9.
- Lightfoot, John (1824) [1643-1644]. "Diario de las Actas de la Asamblea de los Teólogos". Toda la obra del reverendo John Lightfoot. 13. Londres: JF Dove. Consultado el 13 de octubre de 2013.
- Mitchell, Alexander F. (1884). La Asamblea de Westminster: su historia y estándares. Filadelfia: Junta Presbiteriana de Publicaciones. Consultado el 14 de octubre de 2013.
- Mitchell, Alex. F.; Struthers, John, eds. (1874). Actas de las sesiones de la Asamblea de Teólogos de Westminster, mientras se dedicaban a preparar su directorio para el gobierno de la iglesia, la confesión de fe y los catecismos. Edimburgo y Londres: William Blackwood and Sons. Consultado el 27 de octubre de 2013.
- Warfield, Benjamin B. (1908). "La Asamblea de Westminster y su trabajo". La revisión teológica de Princeton. 6 (2). Consultado el 14 de octubre de 2013.